# Nijgh (reclamebureau)
Nijgh & Van Ditmar Reclame-adviesbureau B.V., kortweg Nijgh, is het oudste reclamebureau van Nederland, gevestigd te Rotterdam.

## Geschiedenis
Henricus Nijgh (1815-1895), een Rotterdammer die in 1837 al een boekhandel had opgericht en in 1843 het Rotterdamsch staats-, handels-, nieuws- en advertentieblad (de latere Nieuwe Rotterdamsche Courant), richtte in 1846 tevens een eigen advertentiebureau op, in eerste instantie om advertenties te verwerven voor zijn eigen publicaties. Het bureau bleek in die tijd in staat om efficiënt klanten te vinden, advertenties te ontwerpen en plaatsing te verzorgen, hetgeen hen een voorsprong gaf in vergelijking tot andere uitgevers. Het tegenwoordige Handboek Nederlandse Pers, een gids voor bedrijven die advertenties willen plaatsen met alle kranten en tijdschriften waarin geadverteerd kan worden, was een initiatief en een publicatie van Nijgh. Vanaf 1864 werkte Nijgh samen met zijn kompaan Willem Nicolaas Josua van Ditmar, een samenwerking waaruit in 1870 de naam van uitgeverij Nijgh & Van Ditmar ontstond.